# Phrynarachne rugosa
Phrynarachne rugosa es una especie de araña cangrejo del género Phrynarachne, familia Thomisidae. Fue descrita científicamente por Pierre André Latreille en 1804.

## Distribución
Esta especie se encuentra en África Occidental, Malaui, Madagascar, Mauricio y La Reunión.

## Tratamiento taxonómico
La especie aparece registrada y publicada en Tableau des aranéides ou caractères essentiels des tribus, genres, familles et races que renferme le genre Aranea de Linné, avec la désignation des espèces comprises dans chacune de ces divisions. Dentu, Paris 88 pp.